# Joseph Morgan
Joseph Morgan (født Joseph Martin; 16. maj 1981 i London, England) er en britisk skuespiller som er mest kendt for at spille rollen Niklaus "Klaus" Mikaelson i tv-serierne The Vampire Diaries, og The Originals.